# Hundeanhänger (Susa)

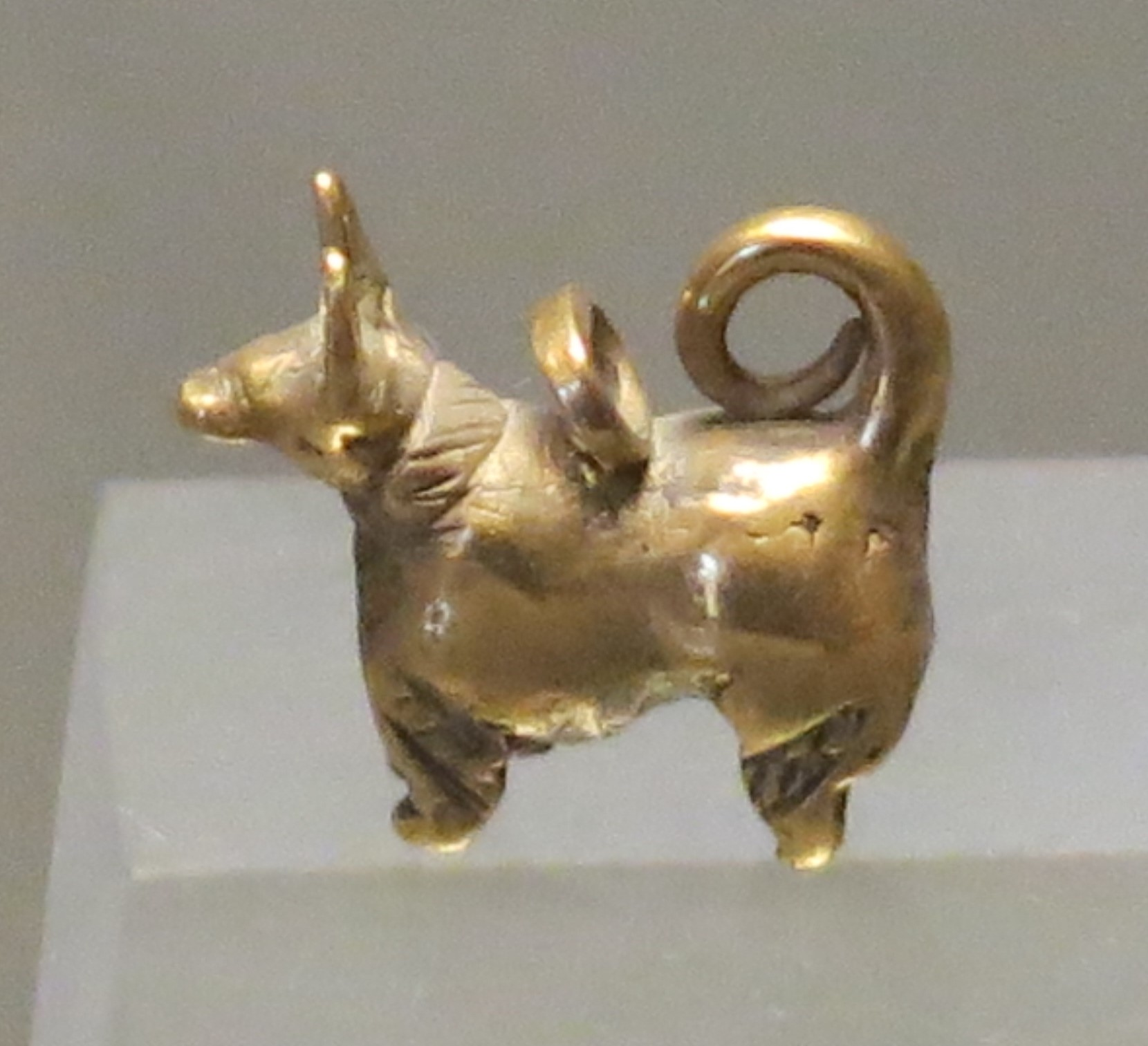
Kleine Hundeanhänger

Der Kleine Hundeanhänger (französisch Petit chien à bélière, Pendeloque au chien de Suse, Inventar-Nr. Sb 5692) ist ein Schmuckanhänger (Pendentif) in der Form eines Hundes, der in den Ruinen der Stadt Susa entdeckt wurde und aus dem Zeitraum von 3300 bis 3100 v. Chr. stammt. Die französische Bezeichnung „bélière“ (Glockenring) bezieht sich auf das Ringlein zur Befestigung, mit dem das Schmuckstück früher befestigt wurde.

## Merkmale
Der Anhänger in der Form eines Hundes (?) hat eine Größe von nur 1,5 cm. Es ist eine der ersten Beispiele für Goldschmiedearbeiten am Ende des 4. Jahrtausends v. Chr. (Uruk-Zeit). Er wurde hergestellt in einer Kombination verschiedener metallurgischer Methoden und überliefert darüber hinaus auch Informationen zu einer der zwei großen Hunderassen der damaligen Zeit in der Ebene von Susa. Das Objekt wurde mit Wachsausschmelzverfahren für den Hauptteil des Körpers hergestellt und mit einem Heißzieh-Verfahren für die Ohren und den Schwanz ergänzt, wobei am Schwanz zusätzliches Material angesetzt wurde.
Der Aufhängungsring konnte nicht mit einem einfachen Anschmelzverfahren angebracht werden, da sonst die Gefahr bestanden hätte, dass die Figur wieder schmilzt. Daher wurde erstmals in der Geschichte nachweisbar das Verfahren des Lötens angewandt mit einer Mischung aus Kupfer und Gold, was bei geringeren Temperaturen erfolgen kann.
Der Hund stellt nicht den eleganten Arabischen Windhund dar, dessen Abbildung auf Vasen in der Nekropole Susa I vertreten ist, sondern eine gedrungenere Landrasse, die für Hüteaufgaben von Schafherden geeignet erscheint.

## Geschichte

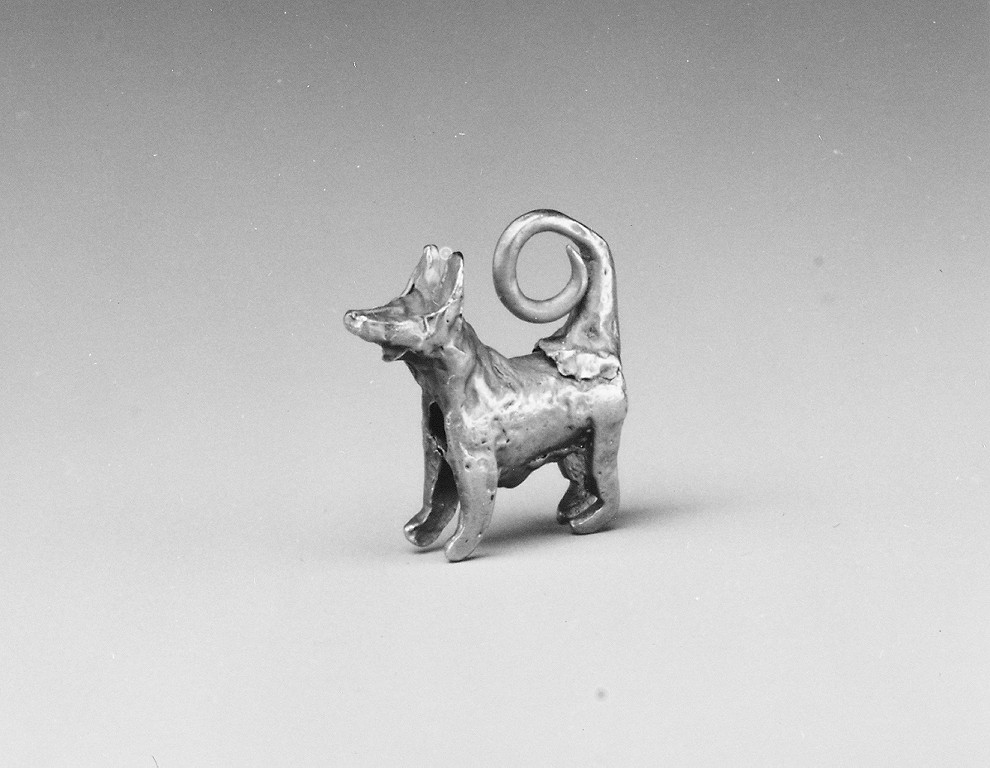
Hundefigur aus dem Metropolitan Museum of Art

Das Objekt wurde 1939 bei den Ausgrabungen von Roland de Mecquenem auf dem Tell der Akropolis von Susa entdeckt. Es existieren noch weitere Goldschmiedearbeiten desselben Typs.